# Estrime
Estrime (grec antic: Στρύμη, llatí: Stryme) fou una ciutat de la Perea Tàsica, a la costa sud de Tràcia, i fundada per colons de Tasos a mitjan segle vii aC. Era situada a la desembocadura del riu Lissos,gr que l'exèrcit de Xerxes va deixar sec quan passava per aquella contrada, segons que explica Heròdot.
A despit que fou establerta al segle vii aC, la major part de les restes més antigues daten de final del segle vi aC i començament del v aC. La ciutat va florir cap a final del segle v aC, quan l'evidència arqueològica és més intensa. Bona part de les importacions confirmen que els vincles amb la metròpolis de Tasos, i el fet que moltes de les monedes d'aquest mateix període provenguin de la veïna Maronea indica que les relacions amb aquesta altra polis eren intenses. A començament del segle iv aC, la ciutat incrementà les seves fortificacions a causa del seu conflicte amb Maronea. El 361 aC, els maronites capturaren la ciutat i, amb l'ajuda de Felip II, la tornaren a conquerir per destruir-la. Fou abandonada durant la primera meitat del segle iii aC.